# میاندشت (بابلسر)
میاندشت، محله ای از بخش مرکزی شهرستان بابلسر در استان مازندران ایران است.

## جمعیت
میاندشت یکی از محلات شهرستان بابلسر و شهر بابلسر است و در قسمت جنوبی این شهر واقع شده و براساس آخرین سرشماری مرکز آمار ایران که در سال ۱۳۸۵ صورت گرفته، جمعیت آن ۲۰۸۲نفر (۵۵۸خانوار) بوده‌است.